# Kleopatra (glazbeni sastav, Split)
Kleopatra je bio hrvatski rock sastav iz Splita.

## Povijest
Sastav je osnovan sredinom 1980-ih. Osnovao ga je Giuliano Đanić kojemu je to bio njegov prvi sastav. Osnovao ga je 1988. godine. Zvuk im je bio rock uz utjecaje heavy metala. Za povijest rock glazbe zanimljiva je pojava jer je sastav okupio izvođače koji su poslije kao članovi drugih sastava ili kao samostalni glazbenici bili vrlo uspješni (Giuliano, Vuco, Munitić - pedagog i skladatelj, Omiš Guitar Fest). Snimili su skladbe Odlazim, Hladna noć, Svi u jedan glas

## Članovi sastava
Članovi sastava:
- Giuliano Đanić Đuka - vokal
- Silvio Škare Braco - solo gitara
- Neno Munitić - solo i ritam gitara
- Joke Bogavčić - gitara
- Siniša Kekez - bas
- Igor Jajac - klavijature
- Denis Dorić - bubanj
- Siniša Vuco - prateći vokal

## Vanjske poveznice
- Kleopatra, Splitski rock zvuk, objavljeno 3. svibnja 2015.